# Françoise d'Eaubonne
Françoise d'Eaubonne (Parigi, 12 marzo 1920 – Parigi, 3 agosto 2005) è stata un'attivista francese che introdusse, nel 1974, il termine ecofemminismo (écologie-féminisme, éco-féminisme o écoféminisme).

## Biografia
Suo padre fu membro del movimento religioso Sillon e un simpatizzante dell'anarchismo, sua madre una figlia di un rivoluzionario carlista. La sua infanzia, a Tolosa, venne marcata dal deperimento fisico di suo padre, dovuto al gas al quale venne esposto per scavare trincee durante la guerra nel 1914. All'età di 16 anni ci fu l'offensiva della guerra civile spagnola. Tre anni più tardi fu testimone dell'arrivo dei repubblicani in esilio. Tra i 20 e i 25 anni soffrì delle privazioni di quel periodo. La fine della guerra, la liberazione, si presentarono a lei in una stazione ferroviaria a Parigi dove vide gli ebrei sopravvissuti ai campi nazisti. Più tardi volle esprimere i sentimenti che provava in quel periodo della sua vita con l'eloquente titolo "Chienne de Jeunesse".
Le sue esperienze personali insieme alla sua personalità ipersensibile resero critico il suo punto di vista sul mondo e la plasmarono rendendola una militante radicale e femminista. Nel 1971 fu una fra le 343 firmatarie della dichiarazione denominata Manifesto delle 343, a favore dell'aborto.
Già membro del partito comunista francese, nello stesso anno fondò, insieme ad altri, il FHAR, il primo movimento rivoluzionario omosessuale francese. In questa veste la d'Eaubonne fu tra la decina di persone presenti alla contestazione di Sanremo del 5 aprile 1972, che segnò la nascita del Fuori! e del primo movimento di liberazione omosessuale italiano. I suoi scritti furono significativi per la primissima fase del movimento lesbico e gay italiano.
Françoise d'Eaubonne coniò il termine "ecofemminismo" nel suo libro del 1974 Le féminisme ou la mort. La sua vita letteraria e militante intersecò quelle di varie persone influenti del XX secolo, come Colette, Simone de Beauvoir e Jean-Paul Sartre, Jean Cocteau e molti altri.
Seguendo il motto Nulla dies sine linea (nessun giorno senza una riga) Françoise d'Eaubonne scrisse più di cinquanta opere, da Colonnes de l'âme (poesia, 1942) a L'Évangile de Véronique (saggio, 2003). Ha anche scritto romanzi fantascientifici, come L'échiquier du temps e Rêve de feu.

## Opere
(parziale)

### Romanzi
- Le cœur de Watteau, 1944
- Comme un vol de gerfauts, prix des lecteurs 1947
- Belle Humeur ou la Véridique Histoire de Mandrin, 1957
- Les Tricheurs, 1959
- Jusqu'à la gauche, 1963
- Les Bergères de l'Apocalypse, 1978
- Je ne suis pas née pour mourir, 1982
- Terrorist's blues, 1987
- Floralies du désert, 1995

### Biografie
- La vie passionnée d'Arthur Rimbaud, 1957
- La vie passionnée de Verlaine, 1959
- Une femme témoin de son siècle, Germaine de Staël, 1966
- La couronne de sable, vie d'Isabelle Eberhardt, 1967
- L'éventail de fer ou la vie de Qiu Jin, 1977
- Moi, Kristine, reine de Suède, 1979
- L'impératrice rouge: moi, Jiang King, veuve Mao, 1981
- L'Amazone Sombre: vie d'Antoinette Lix, 1983
- Louise Michel la Canaque, 1985
- Une femme nommée Castor, 1986
- Les scandaleuses, 1990

### Saggi
- Le complexe de Diane, érotisme ou féminisme, 1951
- Y a-t-il encore des hommes?, 1964
- Le féminisme ou la mort, 1974
- Les femmes avant le patriarcat, 1976
- Contre violence ou résistance à l'état, 1978
- Histoire de l'art et lutte des sexes, 1978
- Écologie, féminisme: révolution ou mutation ?, 1978
- S comme Sectes, 1982
- La femme russe, 1988
- Féminin et philosophie: une allergie historique, 1997
- La liseuse et la lyre, 1997
- Le sexocide des sorcières, 1999
- L'évangile de Véronique, 2003

### Poesia
- Colonnes de l'âme, 1942
- Démons et merveilles, 1951
- Ni lieu, ni mètre, 1981